# Ottavio II Gonzaga
Pour les articles homonymes, voir Ottavio Gonzaga (homonymie).
Ottavio II Gonzaga, marquis de Mantoue, est un noble et poète italien.

## Biographie
Ottavio Gonzaga naquit le 15 juillet 1667 de Pietro Maria Gonzaga, homme politique et ministre et de Olimpia Grimani, noble vénitienne, sœur du cardinal Vincenzo Grimani. Ottavio fut élevé par les jésuites, et étudia les sciences mais son goût le porta vers la poésie. Le recueil des poèmes degli Arcadi contient quelques pièces de lui, sous le nom pastoral d’Aulideno Melichio. On en trouve aussi dans la collection des vers qui ont été composés pour les funérailles d’Anne-Isabelle de Guastalla, duchesse de Mantoue, protectrice de l’Academia degli invaghiti. Ces poésies ne sont pas sans mérite, puisque Muratori, dans son traité Della perfetta poesia, les a proposées pour modèle, et cite leur auteur comme un des restaurateurs du bon goût. Le nombre des vers qui restent de lui est peu nombreux , parce qu’il les déchirait presque tous après les avoir composés. Il mourut à Bologne le 9 septembre 1709, âgé de 42 ans, en revenant de Saint-Marin. Le P. Tommaso Ceva lui a dédié son livre intitulé Virtù di Francesco Lemene, Milan, 1706. Crescimbeni, dans son Histoire de la poésie italienne, t. 5 , a inséré une courte notice sur Ottavio Gonzaga, par Alessandro Pegolotti.